# روث بيشوب
روث بيشوب (بالإنجليزية: Ruth Bishop)‏ هي عالمة فيروسات أسترالية، ولدت في 12 مايو 1933 في Dandenong, Victoria ‏ في أستراليا.